# Гаман (Біблія)

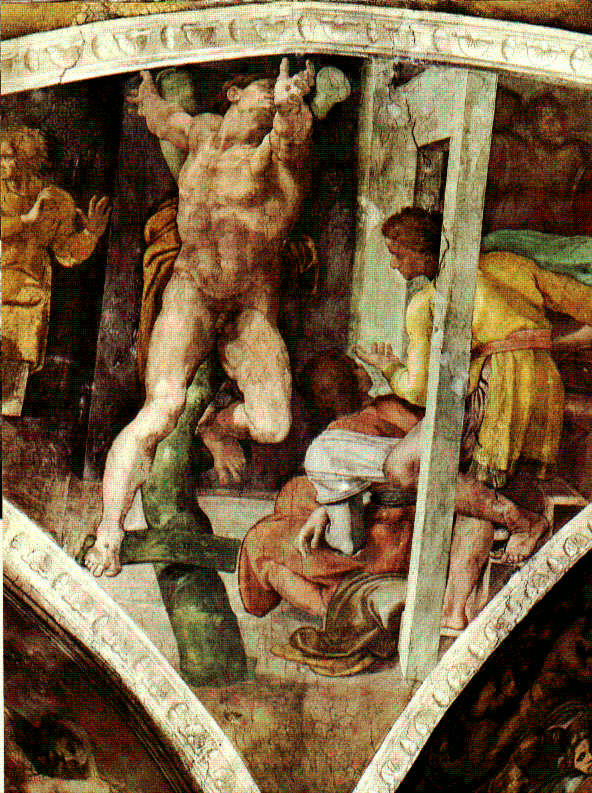
Покарання Гамана. Розпис Сикстинської капели роботи Мікеланджело.

Гаман (івр. הַמָן) — персонаж Писання (Старого Завіту), один з героїв, пов'язаний з єврейським святом Пурим. Детально історія Гамана викладена в одній з книг Біблії — Книзі Естер.
Гаман називається агагій, оскільки він був нащадком Агага, царя амалекітян, залишеного живим єврейським царем Саулом. Перський цар Артаксеркс призначив Гамана найвищим урядовцем, перед яким повинні всі схиляти голову. Гаман стає украй роздратований тим, що Мордехай — двоюрідний брат Естер, у домі якого вона виросла, відмовлявся схилятися перед ним. Інтригами Гаман домігся згоди царя на знищення всього єврейського народу.
Дізнавшись про це, Мордехай зажадав від Естер, щоб та заступилася перед царем за свій народ. Всупереч суворому придворному етикету, порушення якого загрожувало їй втратою свого становища і самого життя, Естер з'явилася до Артаксеркса без запрошення і переконала його відвідати підготовлений нею бенкет, під час якого й звернулася до нього з проханням про захист євреїв.
Дізнавшись про інтриги Гамана, Артаксеркс наказав повісити його на тій же шибениці, яку він приготував для Мордехая. Також до указу про винищення євреїв був розісланий новий указ: про право їх противитися виконанню попереднього. В результаті євреї зі зброєю в руках повстали на захист свого життя і знищили безліч ворогів, у тому числі десятьох синів Гамана. На згадку про це у євреїв було започатковано свято Пурим.
Гаман в єврейській традиції стає символом антисеміта, що ненавидить єврейський народ і замислює його смерть.